# Ацаро (Ђенова)
Ацаро је насеље у Италији у округу Ђенова, региону Лигурија.
Према процени из 2011. у насељу је живело 38 становника. Насеље се налази на надморској висини од 218 м.